# Karácsony Artúr
A Karácsony Artúr (eredeti cím: Arthur Christmas) 2011-ben brit–amerikai 3D-s számítógépes animációs film, amelyet Sarah Smith rendezett. Az animációs játékfilm producer Steve Pegram. A forgatókönyvet Sarah Smith írta, a zenéjét Harry Gregson-Williams szerezte. A főszerepben James McAvoy, Hugh Laurie és Jim Broadbent hangja hallható. A mozifilm az Aardman Animations gyártásában készült, a Columbia Pictures forgalmazásában jelent meg.
Angliában 2011. november 11-én, Amerikában 2011. november 23-án, Magyarországon 2011. november 24-én mutatták be a mozikban.

## Cselekmény
Az életről már sok mindent jól ismerünk, de még mindig sokat fejlődhet a tudomány. A legtitokzatosabb ezek közül, hogy a télapó vajon hogyan tud egy éjszaka alatt olyan sok gyermek szobájába bejutni, és a válasz végre kiderül ebből a meséből. A gyermekek közül kétmilliárd megkapja az ajándékait, de egy kislány nem talál semmit sem a csizmájában. A télapó a parancsnokhelyettesével és elsőszülött fiával, akinek neve Steve, ezt nehezen fogadott, de apró hibának gondolja, eközben Steve öccse, akinek neve Karácsony Artúr, ebbe nem nyugszik bele, és tervez egy akciót, amely kijavítja ezt a hibát, de rengeteg baj, félreértés, valamint számos baleset a következménye.

## Szereplők
| Szereplő                      | Eredeti hang    | Magyar hang     | Leírás |
| ----------------------------- | --------------- | --------------- | --- |
| Karácsony Artúr               | James McAvoy    | Molnár Levente  | Malcolm és Margaret második, ügyetlen, kétbalkezes, de jó kedélyű fia. Az északi sark postázójában dolgozik. |
| Karácsony Steve               | Hugh Laurie     | Epres Attila    | Malcolm és Margaret idősebbik fia, Artúr tehetséges, vezetőképes, üzletorientált de cinikus bátyja. |
| Karácsony Malcolm /XX. Télapó | Jim Broadbent   | Törköly Levente | Az északi sark barátságos, de nem túl hatékony vezetője. Téltata fia, Margaret férje, valamint Steve és Artúr apja. 1941 óta ő képviseli a Télapó címet. Ő a huszadik aki ebben a címben tiszteleg. |
| Karácsony Margaret /Télanyó   | Imelda Staunton | Kiss Mari       | Malcolm elkötelezett és kedves felesége, valamint Artúr és Steve anyja. |
| Téltata/ XX. Télapó           | Bill Nighy      | Fodor Tamás     | Steve és Artúr 136 éves vén, de jó indulatú nagyapja, egy tradicionális Mikulás, aki nem szereti a modern világot. A nyugdíjba kerülése után, egy szánnal való repülése során majdnem háborút robbantott ki, így vesztette el a repülési engedélyét. Ő segít Artúrnak kivinni az ajándékot Gwennek. Ő volt tizenkilencedik Mikulás 1902 és 1941 között. |
| Peter                         | Marc Wootton    | Nagypál Gábor   | Steve alázatos asszisztense. Karácsonyi manó. |
| Bryony                        | Ashley Jensen   | Murányi Tünde   | 3-as fokozatú csomagolómanó, skót akcentussal és elszántsággal. Ő kíséri végig Artúrt és Téltatát az útjukon. |
| Ernie Clicker                 | Michael Palin   | Forgács Gábor   | Egy idős Karácsonyi manó, aki részt vett 46 küldetésen, és az Északi-sark kommunikációs központjának vezetője. |